# St. Georg (Horn-Lehe)

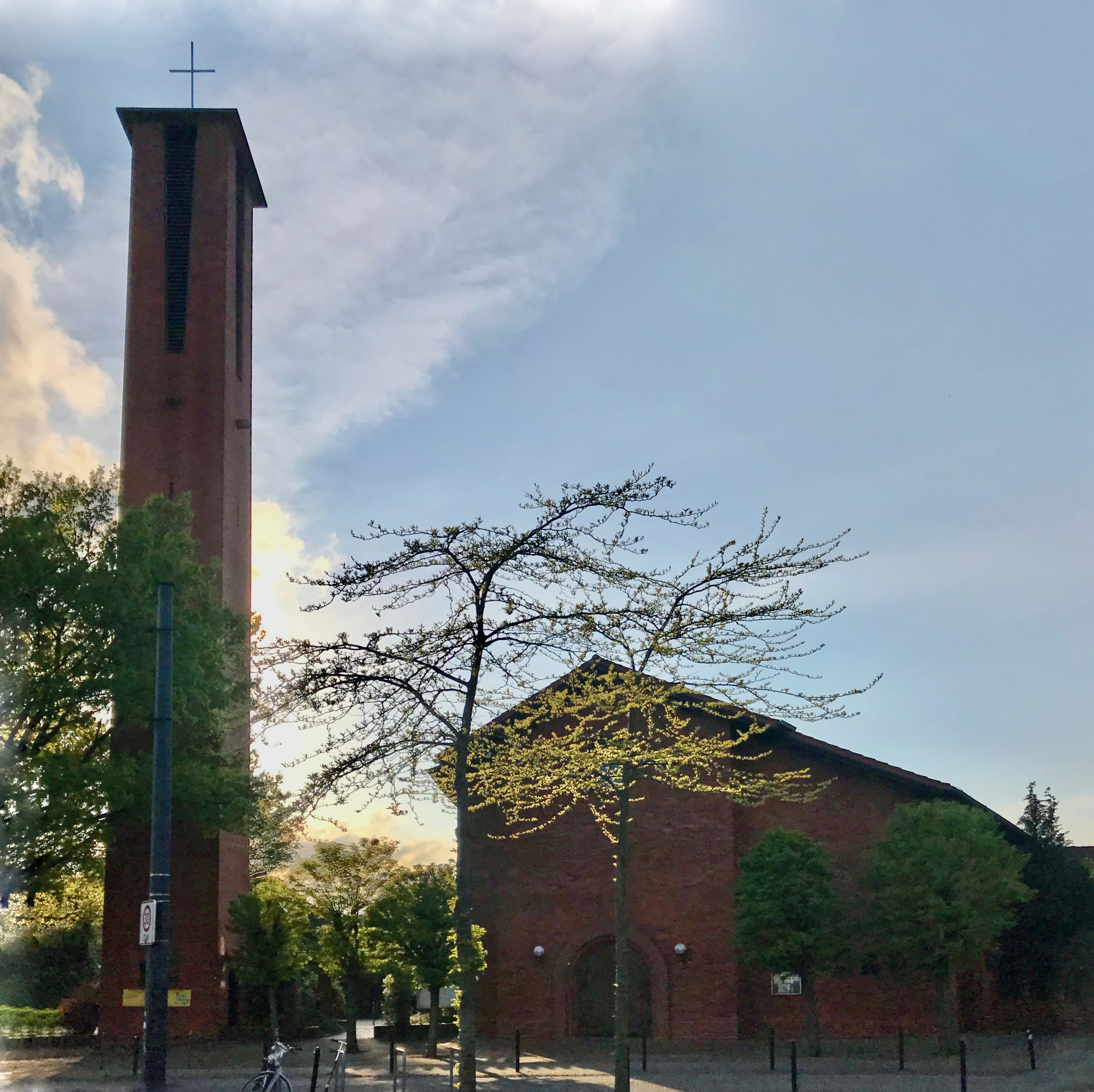

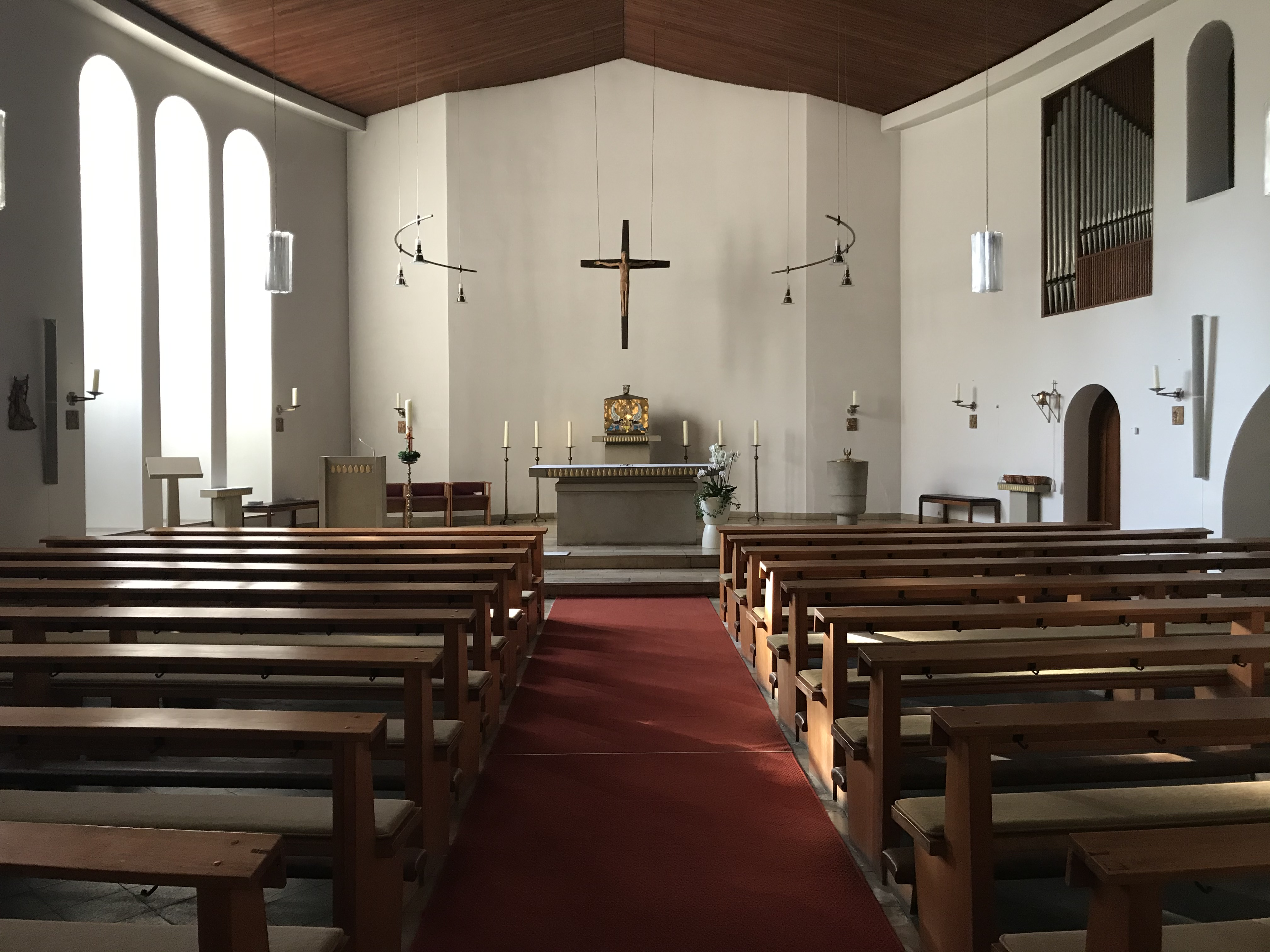

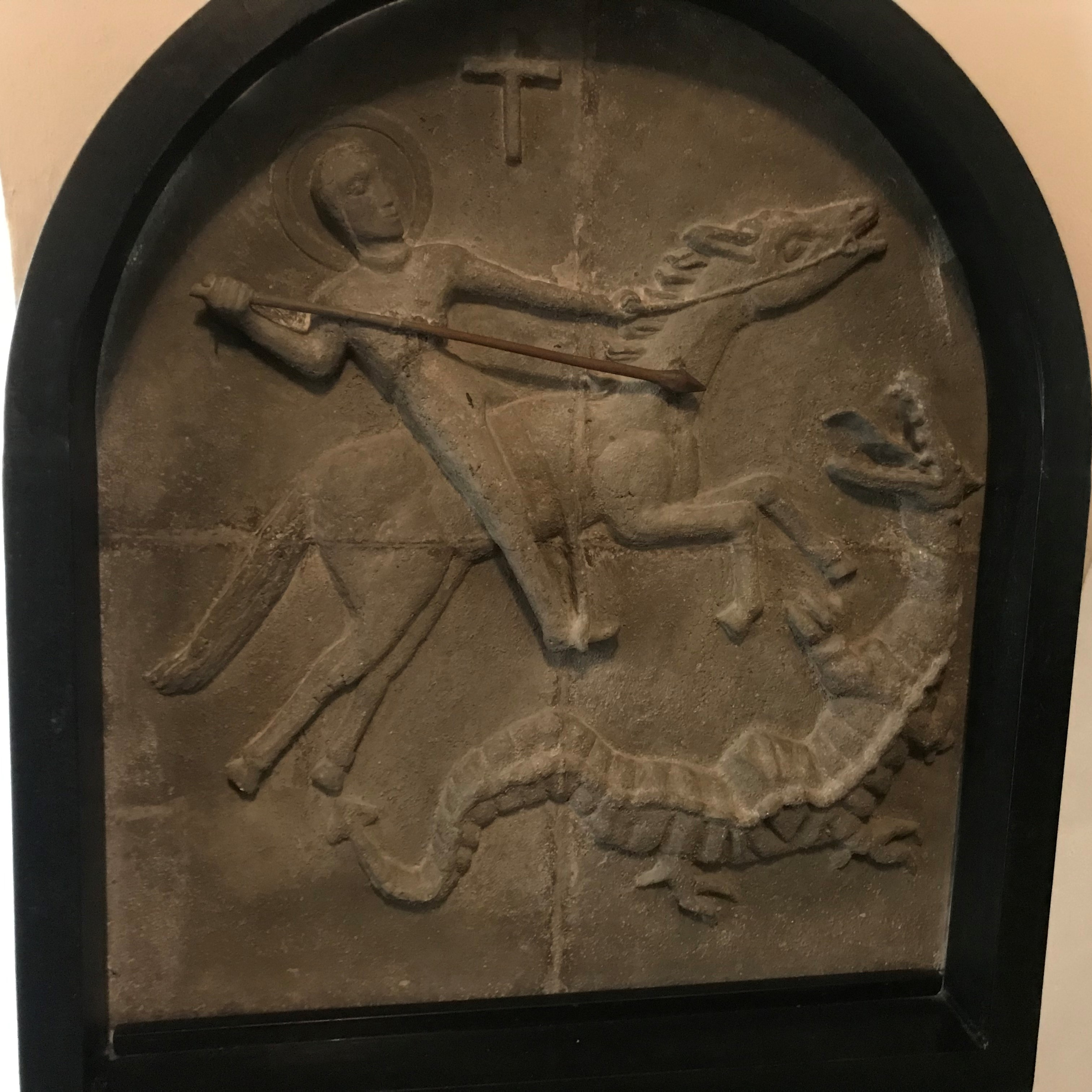
Relief des hl. Georg

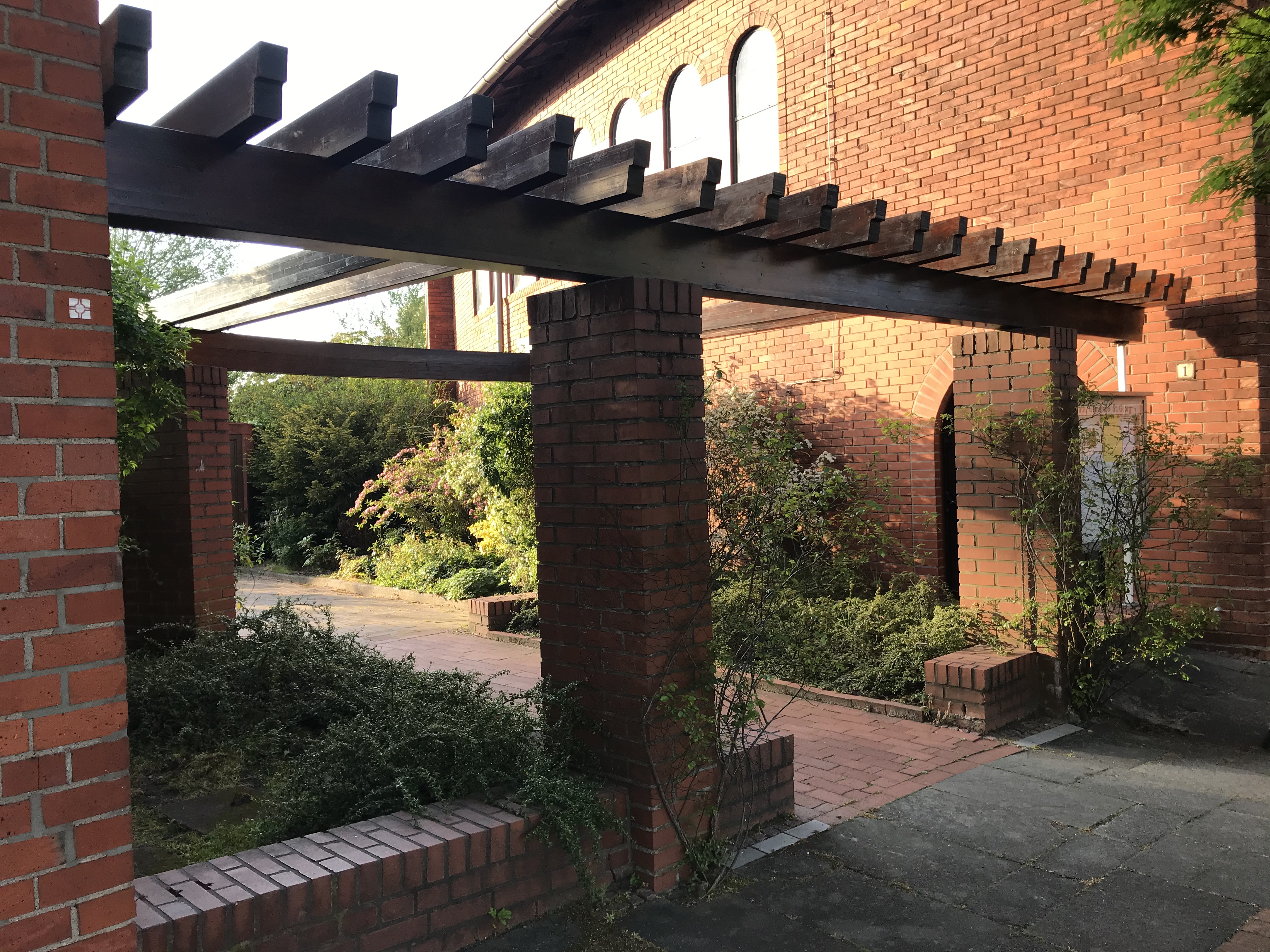
Alte Verbindung zwischen Kirche und Turm mit Blick auf früheren Eingang

Die Kirche St. Georg in Bremen Horn-Lehe, Ledaweg 2a, ist eine römisch-katholische Kirche. Sie gehört zum Bistum Osnabrück und ist dem hl. Georg gewidmet. Die Kirche verfügt über 250 Sitzplätze.

## Geschichte
Ende 1953 wurde der Neubau (Kirche mit Sakristei) vom Osnabrücker Bischof und dem Bonifatius-Verein beschlossen, verzögerte sich aber aufgrund der schwierigen finanziellen Lage. Im Mai 1957 wurde der Bau vom Osnabrücker Generalvikar genehmigt.
Der erste Spatenstich erfolgte am 1. Juli 1957; die Grundsteinlegung am 18. Juli 1957. Am 27. April 1958 wurde die Kirche benediziert und am 18. August 1959 konsekriert durch Bischof Helmut Hermann Wittler.
Architekt war Ludger Sunder-Plassmann aus Münster, der Bau erfolgte durch die Firma Heinrich Tönjes.
Die Kirchengemeinde wurde am 1. November 1957 zur Pfarrei erhoben mit den Stadtteilen Horn, Oberneuland, Borgfeld, Katrepel, Schwachhausen bis Friedhofstraße, Radio Bremen und Kurfürstenallee bis zur Munte. Sie bildet seit 2007 zusammen mit der Kirchengemeinde St. Ursula (Bremen Schwachhausen) und der Kapelle St. Joseph-Stift (Bremen Schwachhausen) die Pfarrei St. Katharina von Siena.
1966 wurde die Kirche entsprechend den durch das Zweite Vatikanische Konzil hervorgebrachten Änderungen umgebaut: die Kommunionbank wurde abgebaut, der Altar versetzt und das Kreuz hinter den Altar gehängt.
1982 wurde die Kirche renoviert und es erfolgten einige Umbauten: der Verbindungsgang zwischen Turm und Kirche wurde abgerissen; dort befand sich bis dahin das Hauptportal. Das Mittelportal wurde nun mit einem Windfang ausgestattet und damit zum Hauptportal. Zudem wurde eine Empore über dem Portal eingebaut.

## Turm und Glocken
Der Turm war von Anfang an geplant, aber aus Kostengründen konzentrierte sich die Bautätigkeit zunächst auf Kirche und Sakristei. 1964 wurde mit demselben Architekten und derselben Baufirma wie bei der Kirche mit den konkreten Planungen für den Turmbau begonnen. Im Mai 1965 konnte der Turm fertiggestellt werden. Er ist 30 Meter hoch und auf ihm befindet sich ein Kreuz.

### Geläute
Die Gemeinde St. Georg verfügt in ihrem Turm über 3 Glocken:
Die kleinste Glocke wiegt 250 kg und trägt die Inschrift: „Jesus, dir jauchzt alles zu, Herr über Leben und Tod bist du.“
Die mittlere Glocke wiegt 350 kg und trägt die Inschrift: „Heilige Mutter Anna, Mutter der allerseligsten Jungfrau Maria, nimm uns alle unter deinen besonderen Schutz“.
Die dritte und größte Glocke wiegt 575 kg und trägt die Inschrift: „Gepriesen sei die heiligste Dreifaltigkeit und ungeteilte Einheit, jetzt und in alle Ewigkeit. 1965 im 2. Jahr des 2. Vatikanischen Konzils.“
Die Töne sind a´ / c´´/ d´´ /. Die Glocken wurden geweiht am 1. August 1965 und läuteten erstmals am 15. August 1965.

## Ausstattung
Im Altar befinden sich die Reliquien der Märtyrer Probus († 304) und des hl. Jucundus († 270).
Im Seitenschiff befindet sich seit 1983 eine Marienstatue aus Kalksteinplastik von um 1400.
1983 wurde die Innenausstattung verändert. Der Kölner Künstler Egino Weinert wurde beauftragt, die Statue des Hl. Antonius, die zwölf Apostelleuchter mit Apostelreliefs und die Türgriffe für den Windfang anzufertigen. Zum 1. Advent 1983 war das meiste fertig; die Türgriffe mit Szenen aus dem Ersten und Zweiten Testament wurden 1988 geliefert.

## Orgel
Die Orgel wurde 1959 von Herbert Kruse, Lohne (Oldenburg), gebaut. Das Instrument verfügt über 13 Register auf zwei Manualen und Pedal mit elektropneumatischer Spiel- und Registertraktur (Taschenladen); sie ist über der Sakristei auf der Seitengalerie aufgestellt, wo sich auch ursprünglich der Spieltisch befand. Nach der Umgestaltung der Kirche 1983 wurde der Spieltisch auf die neue Empore im hinteren Bereich der Kirche verlegt.

## Weitere Bauten
Das neben der Kirche liegende Pfarrhaus wurde im Januar 1961 fertiggestellt, das Gemeindehaus im September 1961. Das Gemeindehaus wurde 1994 wegen Baufälligkeit abgerissen und im September 1995 durch ein neues ersetzt.